# António Francisco dos Santos
Pour les articles homonymes, voir dos Santos.
António Francisco dos Santos (né le 29 août 1948 dans la freguesia de Tendais (pt) (municipalité de Cinfães) et mort le 11 septembre 2017 à Porto) est un évêque catholique portugais, en fonction à la tête du diocèse de Porto.

## Biographie
António Francisco dos Santos fut évêque auxiliaire de Braga du 21 décembre 2004 au 8 décembre 2006, date à laquelle il fut nommé évêque du diocèse d'Aveiro, avant d'être nommé évêque de Porto, en remplacement de Manuel do Nascimento Clemente, le 21 février 2014. Avant de prendre formellement ses fonctions le 5 avril 2014, il est administrateur diocésain du diocèse d'Aveiro à titre temporaire.